# Erebia gorge
Erebia gorge е вид пеперуда от семейство Многоцветници (Nymphalidae). Видът не е застрашен от изчезване.

## Разпространение и местообитание
Разпространен е в Австрия, Албания, Андора, Босна и Херцеговина, България, Германия, Испания, Италия, Лихтенщайн, Полша, Румъния, Словакия, Словения, Сърбия, Франция, Хърватия, Черна гора и Швейцария.
Регионално е изчезнал в Украйна.
Обитава планини, възвишения, склонове, каньони и ливади.

## Описание
Популацията на вида е намаляваща.